# Esiliiga 2001
Die Esiliiga 2001 war die elfte Spielzeit der zweithöchsten estnischen Fußball-Spielklasse der Herren. Sie begann am 7. April und endete am 3. November 2001.

## Modus
Die acht Mannschaften spielten an 28 Spieltagen jeweils viermal gegeneinander. Der Meister stieg direkt in die Meistriliiga auf, während der Zweitplatzierte über die Relegation gegen den Siebten der Meistriliiga aufsteigen konnte. Die beiden Tabellenletzten stiegen direkt ab, der Sechste spielte in der Relegation um den Klassenerhalt.

## Vereine
Der FC Valga war aus der Meistriliiga abgestiegen. Aus der II Liiga kamen FC Levadia Pärnu, JK Kalev Sillamäe und HÜJK Emmaste hinzu. Der FC Viljandi übergab den Ligaplatz an den FC Elva. Nachdem der FC Maardu als Levadia Tallinn aufgestiegen war, nahm ein neues Team namens SC Real Maardu teil, um den Fußball in Maardu Kontinuität zu verleihen. 
| Verein            | Stadt    | Stadion                  | Kapazität |
| ----------------- | -------- | ------------------------ | --------- |
| FC Levadia Pärnu  | Pärnu    | Strand-Stadion           | 1.500     |
| SC Real Maardu    | Maardu   | Maardu linnastaadion     | 1.500     |
| JK Pärnu Tervis   | Pärnu    | Strand-Stadion           | 1.500     |
| JK Merkuur Tartu  | Tartu    | Tamme Staadion           | 1.600     |
| FC Valga          | Valga    | Keskstaadion             | 0500      |
| FC Elva           | Elva     | Elva linnastaadion       | 0400      |
| JK Kalev Sillamäe | Sillamäe | Sillamäe Kalevi staadion | 0500      |
| HÜJK Emmaste      | Emmaste  | Männiku staadion         | 1.000     |

## Abschlusstabelle
| Pl. | Verein                | Sp. | S  | U | N  | Tore    | Diff. | Punkte |
| --- | --------------------- | --- | -- | - | -- | ------- | ----- | ------ |
| 1.  | FC Levadia Pärnu (N)  | 28  | 15 | 7 | 6  | 067:390 | +28   | 52     |
| 2.  | FC Valga (A)          | 28  | 16 | 3 | 9  | 061:380 | +23   | 51     |
| 3.  | SC Real Maardu N      | 28  | 14 | 5 | 9  | 065:470 | +18   | 47     |
| 4.  | JK Merkuur Tartu      | 28  | 14 | 4 | 10 | 057:350 | +22   | 46     |
| 5.  | FC Elva (N)           | 28  | 12 | 6 | 10 | 064:330 | +31   | 42     |
| 6.  | HÜJK Emmaste (N)      | 28  | 12 | 4 | 12 | 043:500 | −7    | 40     |
| 7.  | JK Kalev Sillamäe (N) | 28  | 12 | 3 | 13 | 059:530 | +6    | 39     |
| 8.  | JK Pärnu Tervis       | 28  | 1  | 0 | 27 | 025:146 | −121  | 03     |

Platzierungskriterien: 1. Punkte – 2. Direkter Vergleich (Punkte, Tordifferenz, geschossene Tore) – 3. Tordifferenz – 4. geschossene Tore

| (A) | Absteiger aus der Meistriliiga 2000 |
| (N) | Neuaufsteiger aus der II Liiga      |

## Relegation
Aufstieg
Die Spiele fanden am 12. und 17. November 2001 statt.
|          | Gesamt    |                        | Hinspiel | Rückspiel |
| -------- | --------- | ---------------------- | -------- | --------- |
| FC Valga | (a)2:2(a) | FC Lootus Kohtla-Järve | 2:1      | 0:1       |

- Lootus Kohtla-Järve bleibt aufgrund der Auswärtstorregel in der Meistriliiga.

Abstieg
Die Spiele fanden am 10. und 17. November 2001 statt.
|             | Gesamt |              | Hinspiel | Rückspiel |
| ----------- | ------ | ------------ | -------- | --------- |
| Tallinna JK | 7:0    | HÜJK Emmaste | 7:0      | -:-       |

- Emmaste trat zum zweiten Spiel nicht an und stieg in die II Liiga ab.